# Яковлев, Михаил Семёнович
Михаил Семёнович Яковлев (1902—1999) — советский и российский ботаник, анатом и эмбриолог растений, доктор биологических наук, профессор, Заслуженный деятель науки РСФСР, лауреат Государственной премии РФ.

## Биография
В 1925 году окончил Ленинградский сельскохозяйственный институт (ЛСХИ) по специальности растениеводство.
В 1925—1939 годах работал во Всесоюзном институте прикладной ботаники и новых культур (с 1930 года — Всесоюзный научно-исследовательский институт растениеводства, ВИР): лаборант, младший научный сотрудник (1931—1932), старший научный сотрудник (1932—1939). В 1935 году получил ученую степень кандидата биологических наук без защиты диссертации.
В 1939—1943 годах работал в ЛСХИ, заведующий отделением селекции и семеноводства агрономического факультета, преподавал цитологию и ботанику, в 1940 году получил звание доцента.
В 1944 году перешёл в докторантуру при Ботаническом институте АН СССР (БИН, научный руководитель В. Г. Александров), в 1947 году защитил докторскую диссертацию.
Вся дальнейшая деятельность Михаила Семёновича была связана с БИНом: с 1947 года — старший научный сотрудник отдела анатомии и морфологии растений, в 1952—1975 годах — заместитель директора по научной части, с 1960 года — заведующий лаборатории эмбриологии, с 1962 года — заведующий отделом эволюционной морфологии, в 1986—1988 годах — старший научный сотрудник-консультант.
Параллельно в 1950-х годах преподавал в Ленинградском государственном педагогическом институте имени М. Н. Покровского, в 1954 году получил звание профессора. В 1955 году подписал «письмо трёхсот», ставшее впоследствии причиной отставки Т. Д. Лысенко с поста президента ВАСХНИЛ.

## Избранные труды
- Яковлев М. С., Жукова Г. Я. Покрытосемянные растения с зеленым и бесцветным зародышем (хлоро- и лейкоэмбриофиты). — Л. : Наука, 1973. — 116 с. — 1500 экз.
- Эмбриология растений / М. С. Яковлев // Экслибрис — Яя. — М. : Советская энциклопедия, 1978. — С. 160—162. — (Большая советская энциклопедия : [в 30 т.] / гл. ред.  А. М. Прохоров ; 1969—1978, т. 30).
- Сравнительная эмбриология цветковых растений = Comparative embryology of flowering plants : в 5 т. / отв. ред. М. С. Яковлев. — Л. : Наука, 1981. — Т. [1] : Winteraceae — Juglandaceae. — 264 с. — 1350 экз.
- Сравнительная эмбриология цветковых растений = Comparative embryology of flowering plants : в 5 т. / отв. ред. М. С. Яковлев. — Л. : Наука, 1983. — Т. [2] : Phytolaccaceae — Thymelaeaceae. — 364 с. — 1200 экз.
- Сравнительная эмбриология цветковых растений = Comparative embryology of flowering plants : в 5 т. / отв. ред. Т. Б. Батыгина, М. С. Яковлев. — Л. : Наука, 1985. — Т. [3] : Brunelliaceae — Tremandraceae. — 286 с. — 1150 экз.
- Сравнительная эмбриология цветковых растений = Comparative embryology of flowering plants : в 5 т. / отв. ред. Т. Б. Батыгина, М. С. Яковлев. — Л. : Наука, 1987. — Т. [4] : Davidiaceae — Asteraceae. — 392 с. — 1000 экз.
- Сравнительная эмбриология цветковых растений = Comparative embryology of flowering plants : в 5 т. / отв. ред. Т. Б. Батыгина, М. С. Яковлев. — Л. : Наука, 1990. — Т. [5] : Однодольные : Butomaceae — Lemnaceae. — 333 с. — 650 экз. — ISBN 5-02-026635-3.

## Награды и премии
- Орден Ленина (1953)
- Заслуженный деятель науки РСФСР (1970)
- Почётный член Всесоюзного ботанического общества (1973)
- Государственная премия Российской Федерации в области науки и техники (1993) — за монографию в пяти томах «Сравнительная эмбриология цветковых растений»